# Silvano Fuso
Silvano Fuso (Lavagna, 27 ottobre 1959) è un divulgatore scientifico e saggista italiano.

## Biografia
Laureato in chimica e dottore di ricerca in scienze chimiche, è stato docente di chimica e si occupa di didattica e divulgazione scientifica. È stato membro del Consiglio Scientifico del Festival della Scienza di Genova dal 2016 al 2023. È socio emerito del CICAP (Comitato Italiano per il Controllo delle Affermazioni sulle Pseudoscienze). È membro del Comitato di Redazione di La Chimica nella Scuola (CnS) (organo della Divisione Didattica della Società Chimica Italiana). È tra i soci fondatori di SeTA (Scienze e Tecnologie per l’Agricoltura). Fa inoltre parte dell'advisory board del corso di Dottorato di Ricerca in “Etica della comunicazione, della ricerca scientifica e dell’innovazione tecnologica” del Dipartimento di filosofia, scienze sociali, umane e della formazione dell’Università degli Studi di Perugia.
Autore di numerosi saggi, collabora con diverse testate e tiene abitualmente conferenze.
Nel 2012, insieme a Piergiorgio Odifreddi e Carlo Rovelli, ha curato la rubrica “Le parole della Scienza” dell'inserto culturale domenicale “R-cult” di la Repubblica. Nel 2019 è stato ospite in studio in 11 puntate (dalla n. 60 alla 70) della trasmissione Nautilus (Rai Scuola), dedicate alla tavola periodica degli elementi.
Ha un blog su MicroMega.

## Riconoscimenti e premi
- Il 27 gennaio 2013 l’International Astronomical Union ha intitolato a suo nome l’asteroide 2006 TF7[4], in orbita tra Marte e Giove.
- Il suo libro Chimica quotidiana. Ventiquattro ore nella vita di un uomo qualunque ha vinto il Premio Nazionale di Divulgazione Scientifica per le scienze matematiche, fisiche e naturali 2014[5] dell'Associazione Italiana del Libro.
- Il suo libro Naturale=buono? ha vinto il Premio Nazionale di Divulgazione Scientifica per le scienze della vita e della salute 2016[6] dell'Associazione Italiana del Libro.
- Il suo libro L'alfabeto della materia. Viaggio nel mondo degli elementi chimici è stato premiato come "Miglior saggio di divulgazione scientifica" nella sezione saggistica del Premio Internazionale di Letteratura Città di Como 2019[7].
- Il suo libro Il segreto delle cose. Storie di uomini e materiali  è stato premiato come "Miglior saggio di divulgazione scientifica" nella sezione saggistica del Premio Internazionale di Letteratura Città di Como 2022[8].

## Opere
- Facili esperimenti scientifici, Gavi, EDIFAI, 1994.
- Fisica e chimica: un approccio sperimentale alla scienza della materia, Palermo, Palumbo, 1998 (con C. Nicolini).
- Scienza della materia: un approccio sperimentale, Palermo, Palumbo, 1999 (con C. Nicolini).
- Realtà o illusione? Scienza, pseudoscienza e paranormale, Bari, Dedalo, 1999.
- Paranormale o normale? Una guida per scoprirlo, Padova, CICAP, 1999.
- Il tempo dal senso comune alla concettualizzazione, Genova, DPS, 2001 (con M. Bacigalupi).
- Indagare i misteri, Trieste, Editoriale Scienza, 2004.
- La scienza come gioco. Capire la realtà divertendosi, Molfetta, La Meridiana, 2004.
- La mente che mente. Illusioni ed artifizi, allusioni e pregiudizi, Genova, DPS, 2004 (con S. Della Sala, M. Dewar, M. van der Meulen).
- Pinocchio e la scienza. Come difendersi da false credenze e bufale scientifiche, Bari, Dedalo, 2006.
- Cómo indagar los misterios. ¿Existen los fenomenos paranormales?, Ediciones Oniro, Barcellona 2006 (edizione spagnola di Indagare i misteri).
- Competenza razionale e didattica dei saperi di base, Milano, FrancoAngeli, 2007 (con P. Gentilini e G. Manildo).
- Strategie dell'occulto. Come far apparire vere cose palesemente false, Roma, Edizioni Armando, 2007 (con I. Torre).
- 100 Domande & risposte. Sul paranormale, l'insolito, i misteri e le pseudoscienze, Padova, CICAP, 2007.
- I nemici della scienza. Integralismi filosofici, religiosi e ambientalisti, Bari, Dedalo, 2009.
- Mai fidarsi della mente: n+1 esperimenti per capire come ci inganna e perché, Roma-Bari, Laterza, 2010 (con S. Della Sala e M. Dewar).
- Il libro dei misteri svelati. Una lucida analisi denuncia millenni di superstizioni e inganni interessati, Roma, Castelvecchi, 2010.
- Superstizione: istruzioni per l'uso. In che cosa si crede e perché, Padova, CICAP, 2010.
- La falsa scienza. Invenzioni folli, frodi e medicine miracolose dalla metà Settecento a oggi, Roma, Carocci, 2013.
- Medicina e scienza. Frasi, proverbi e aforismi commentati senza indulgenza, Trento, Curcu & Genovese, 2013 (con G. Dobrilla e S. Oss).
- Chimica quotidiana. Ventiquattro ore nella vita di un uomo qualunque, Roma, Carocci, 2014.
- Naturale = buono?, Roma, Carocci, 2016.
- Energie misteriose. Viaggio tra scienza e non scienza, Roma, C1V, 2016.
- Savants fous, visionnaires et charlatans: Les errances de la science du XVIIIe siècle à nos jours, Paris, Vendémiaire 2017 (edizione francese di La falsa scienza).
- Le ragioni della scienza. Perché ci si può fidare del sapere scientifico, Roma, C1V,  2017.
- Strafalcioni da Nobel. Storie dei vincitori del più prestigioso premio al mondo...e delle loro più solenni cantonate, Roma, Carocci, 2018.
- L'alfabeto della materia. Viaggio nel mondo degli elementi chimici, Roma, Carocci, 2019.
- Quando la scienza dà spettacolo. Breve storia (scientifica) dell'illusionismo, Roma, Carocci, 2020 (con Alex Rusconi).
- A tu per tu con un genio. Carteggio Fuso-Regge, Roma, C1V, 2020.
- Scienza, pseudoscienza e fake news. Il metodo scientifico come approccio alla realtà, Bari, Dedalo, 2021 (riproposta di Realtà o illusione?, 1999).
- Il tredicesimo segno. Gloria e miseria dell'astrologia, Roma, Fefè Editore, 2021.
- Il segreto delle cose. Storie di uomini e materiali, Roma, Carocci, 2021.
- 生活中的化学, 出版社:浙江科学技术出版社出版时间, 2022 (edizione cinese di Chimica quotidiana).
- Sensi chimici. La scienza degli odori e dei sapori, Roma, Carocci, 2022.
- Il futuro è bio? Agricoltura biologica, biodinamica e scienza, Bari, Dedalo, 2022.
- Luce - tempo - spazio, Sestri Levante (GE), Töpffer, 2023 (con G. Polizzi e F. Tadini).
- Pinocchio e la scienza. Come difendersi da false credenze e bufale scientifiche,  Bari, Dedalo, 2024.
- Provando e riprovando. Storie, curiosità ed esperimenti per comprendere il mondo, Roma, Carocci, 2024.
- Antiscienza e salute. Come difendersi da fake news e infodemia (con M. Venturi e C. Iorio, a cura di), Bologna, CLUEB, 2025.
- Elogio di pace & pacifismo. Perché è poco intelligente ammazzarsi l'un l'altro, Roma, Fefè Editore, 2025.